# 戈里科夫斯科耶 (鄂木斯克州)
戈里科夫斯科耶（羅馬化：Gorʹkovskoye），旧称伊孔尼科夫斯科耶（Иконниковское），是俄罗斯鄂木斯克州的工人村（市级镇）、戈里科夫斯科耶区行政中心及规模最大聚居地，地处鄂木斯克州中东南部，位于州府鄂木斯克东北方。
该地2021年人口有5,294人；2010年人口5,369；2002年人口5,713；1989年人口6,020。